# Charles Odier
Pour les articles homonymes, voir Odier.
Charles Odier, né le 24 juillet 1886 à Genève et mort à Lausanne le 8 juillet 1954, est un psychiatre et psychanalyste suisse.

## Biographie
Issu d’une famille protestante originaire de Normandie et réfugiée en Suisse après la révocation de l’édit de Nantes, Charles Odier fait ses études secondaires à Genève, puis étudie la médecine à Genève, Paris, Berlin et Vienne— où il a été formé à la psychiatrie par Julius Wagner-Jauregg —, soutenant à Genève en 1910 une thèse de doctorat intitulée Contribution à l'étude expérimentale de la mort par inhibition. 
Il exerce la médecine comme médecin généraliste et psychiatre à Genève, à l'asile de Bel-Air jusqu'en 1929, date de son départ pour la France, puis à Villejuif et à l'Hôpital de la Salpêtrière. 
Il s'intéresse à la psychanalyse dès 1914, rencontre Freud et fait une première analyse aux Pays-Bas, avec Van Ophuijsen (1923), puis effectue deux séjours à la polyclinique de Berlin auprès de Karl Abraham et Franz Alexander (en 1923/1924 puis en 1927). Il participe à la naissance de la psychanalyse à Genève et rejoint la Société suisse de psychanalyse, grâce notamment à Théodore Flournoy et participe à la fondation de la Société psychanalytique de Genève (1920), présidée par avec Édouard Claparède, aux côtés de Jean Piaget et Pierre Janet.
Après son installation à Paris, et jusqu'en 1939, il se consacre à promouvoir la psychanalyse en France. Il est, avec Raymond de Saussure notamment, l'un des fondateurs de la Société psychanalytique de Paris en 1926, puis de la Conférence des psychanalystes de langue française. Il participe à la création de la Revue française de psychanalyse, avec Angelo Hesnard, René Laforgue et Ferdinand de Saussure, et il est membre du comité de direction de 1927 à 1938. Il forme de nombreux didacticiens. Il a notamment effectué une analyse de contrôle avec Jacques Lacan.
Il a beaucoup travaillé des concepts comme la genèse du moi, le surmoi, le "sur-ça", l'angoisse et la question des conséquences de l'abandon qui a été ensuite repris par sa collaboratrice Germaine Guex. Il a aussi tenté de combiner l'approche de Piaget pour ce qu'il appelait la « méthode génético-analytique », une théorie psychogénétique du moi.
Il traduit plusieurs ouvrages de Freud.
Lors de la Seconde Guerre mondiale, il quitte Paris pour Lausanne où il a largement contribué à former de jeunes psychanalystes, maintenant des contacts scientifiques avec certaines revues dont l'Évolution psychiatrique. Il a notamment analysé Michel Gressot et René Henny.
Il est marié à Ilse Loebel, son élève, veuve du linguiste Jules Ronjat. Il meurt d'un cancer du foie.

## Publications
- Étude psychanalytique. Le complexe d'Œdipe et son influence sur le caractère, la santé et la destinée, Éd. de la Petite Fusterie, 1925.
- « Contribution à l'étude du Surmoi et du phénomène moral », rapport pour la Conférence des psychanalystes de langue française, 1927.
- « Les deux sources consciente et inconsciente de la vie morale », sur Les Classiques des sciences sociales, 1943 (consulté le 31 mai 2015)
- L'angoisse et la pensée magique, Delachaux et Niestlé, 1948
- Le rôle des fonctions du moi dans l'évolution psychique : T. 2. L'homme esclave de son infériorité. 1. Essai sur la genèse du moi, 1950.
- L'homme esclave de son infériorité, 1950.
- Contribution à l'étude expérimentale de la mort par inhibition